# Blood Ritual
Blood Ritual è il secondo album in studio del gruppo musicale industrial black metal svizzero Samael, pubblicato nel 1992 dalla Century Media Records.

## Tracce
1. Epilogue – 0:40
2. Beyond the Nothingness – 4:31
3. Poison Infiltration – 3:58
4. After the Sepulture – 4:35
5. Macabre Operetta – 6:41
6. Blood Ritual – 3:25
7. Since the Creation... – 0:34
8. With the Gleam of the Torches – 6:25
9. Total Consecration – 2:40
10. Bestial Devotion – 4:50
11. ...Until the Chaos – 3:25